# جيم فروست
جيم فروست (بالإنجليزية: Jim True-Frost)‏ (و. 1966 – م) هو ممثل، وممثل تلفزيوني، وممثل أفلام، من الولايات المتحدة الأمريكية، ولد في غرينويتش.

## وصلات خارجية
- جيم فروست على موقع IMDb (الإنجليزية)
- جيم فروست على موقع ألو سيني (الفرنسية)
- جيم فروست على موقع قاعدة بيانات برودواي على الإنترنت (الإنجليزية)
- جيم فروست على موقع قاعدة بيانات برودواي على الإنترنت (الإنجليزية)
- جيم فروست على موقع قاعدة بيانات الأفلام السويدية (السويدية)
- جيم فروست على موقع قاعدة بيانات الفيلم (الإنجليزية)
- جيم فروست على موقع كينوبويسك (الروسية)